# Sidis
Sidis (contrazione di Sistema Discount) è un'insegna italiana della grande distribuzione organizzata (GDO) che fa capo a Gruppo VéGé.

## Storia
I primi supermercati a marchio Sidis risalgono al 1978 dopo l'incorporazione della catena di supermercati calabresi "Comprabene" di proprietà dell'imprenditore Armando Cecchetti nati in risposta al crescente bisogno di convenienza espresso dalla popolazione italiana in quel periodo storico: Sidis infatti è la contrazione di Sistema Discount. Il marchio è sempre stato proprietà del Gruppo VéGé fondato nel 1959 da Emilio Lombardini.

## Punti di vendita
In Italia ci sono circa 400 punti vendita, localizzati specialmente nelle regioni del centro e del sud.
Le insegne adottate da Sidis fanno riferimento alle seguenti superfici commerciali:
- "SidisMini", per superfici non superiori a 250 m²
- "Sidis", per superfici comprese tra 251 m² e 800 m²
- "MaxiSidis", per superfici comprese tra 801 m² e 1.500 m²
- "SuperstoreSidis", per superfici comprese tra 1.501 m² e 2.500 m²
- "IperSidis", per superfici superiori a 2.500 m².
- "Maxipiù", per i cash and carry
- Marketpiù

Fino a poco tempo fa, in Calabria, veniva utilizzato il marchio "Mega Sidis" per ipermercati di superfici più ampie rispetto a un Iper Sidis. L'ultimo ipermercato Mega Sidis di Montepaone Lido era diventato un ipermercato Auchan del gruppo AZ.

Sempre in Calabria, il Gruppo AZ ha utilizzato per diversi anni il marchio Sidis su licenza di VéGé. Da marzo 2017 i punti vendita Sidis Calabria del gruppo AZ hanno adottato l'insegna e il format di Coop grazie a una partnership con Coop Alleanza 3.0. Gli unici supermercati ad insegna Sidis presenti attualmente in Calabria sono quelli di Reggio Calabria, Lamezia Terme, Melicucco, Vibo Valentia, Gioia Tauro, Nicotera e San Ferdinando appartenenti ad un altro gruppo della GDO.